# Xenostylus
Xenostylus is een kevergeslacht uit de familie van de boktorren (Cerambycidae). De wetenschappelijke naam van het geslacht werd voor het eerst geldig gepubliceerd in 1885 door Bates.

## Soorten
Xenostylus is monotypisch en omvat slechts de volgende soort:
- Xenostylus sublineatus Bates, 1885